# Vinderei (gmina)
Vinderei – gmina w Rumunii, w okręgu Vaslui. Obejmuje miejscowości Brădești, Docani, Docăneasa, Gara Docăneasa, Gara Tălășman, Obârșeni, Valea Lungă oraz Vinderei. W 2011 roku liczyła 4025 mieszkańców.